# Kwalaak
Kwalaak is een gehucht in de gemeente Houthalen-Helchteren in de Belgische provincie Limburg. Het ligt direct ten oosten van de kom van Houthalen en ten noorden van de wijk Meulenberg.
Direct ten oosten van Kwalaak liggen de natuurgebieden Tenhaagdoornheide en Kelchterhoef.

## Geschiedenis
Kwalaak betekent Kwaad Laak (Laak = moeras; kwaad slaat op slechte grond), waar Laak een groter gehucht van Houthalen is: Kwalaak telde half zoveel inwoners als Laak. Het werd voor het eerst vermeld in 1441. Het moeras werd gevormd door de beemden van de Laambeek. Op de Ferrariskaart uit de jaren 1770 wordt de plaats weergegeven als het gehucht Qualick.

## Sint-Leonarduskapel
In 1631 werd melding gemaakt van een Capell tot Qualyc, aan de Herebaan. Deze was gewijd aan de Heilige Leonardus, patroon van de boeren en beschermer tegen veeziekten. In 1878 verkreeg men een zilveren reliekschrijn van de heilige, die echter in 1879 gestolen werd en in 1970 werd teruggevonden. Van hieruit vertrok een jaarlijkse processie, tijdens de kruisdagen. In 1952 werd de kapel afgebroken in het kader van wegverbreding, en een nieuwe kapel werd gebouwd. Het is een bakstenen gebouwtje onder zadeldak, voorzien van een dakruiter. Het bezit een beeld van Onze-Lieve-Vrouw en een beeld van de Heilige Leonardus.

## Sport en recreatie
In 1940 werd voetbalvereniging Vigor Kwalaak opgericht. In 1978 werd in de Steenakkerstraat een voetbalveld aangelegd en een houten lokaal opgetrokken, dat in 1982 met een kegelzaal werd uitgebreid en waarrond in 1985 een façade werd aangebracht. De recreatieve voetbalclub verhuisde in 2009 naar De Bennewed in de Binnenvaartstraat nadat de Raad van State de regularisatieplannen voor de bouw van een ontmoetingscentrum in de Steenakkerstraatin 2004 vernietigde. Het feest- en ontmoetingscentrum De Bennewed en de voetbalvelden werden in januari 2009 geopend. De Bennewed is tevens het lokaal van de in 1975 opgerichte wijkvereniging Kwalaak.
In het oosten van Kwalaak ligt kampeerterrein De Binnenvaart en recreatiedomein De Plas met enkele horeca-aangelegenheden, een zandstrand en een vijver, waar watersportverenigingen actief zijn.

## Trivia
- In 1953 werd een langgevelhoeve uit Kwalaak naar het Openluchtmuseum Bokrijk overgebracht. De hoeve werd omstreeks 1830 in Kwalaak gebouwd, maar was sinds 1938 onbewoond. Toen de hoeve in 1953 in Bokrijk was geplaatst, was dit het tweede gebouw in het museum. Het gebouw bevond zich in het museumdeel Kempen. Op 30 april brandde de langgevelhoeve volledig uit.[7][8]